# Tebing Tinggi (Danau Kerinci)
Tebing Tinggi is een bestuurslaag in het regentschap Kerinci van de provincie Jambi, Indonesië. Tebing Tinggi telt 1061 inwoners (volkstelling 2010).